# Organisationsstufe
Als Organisationsstufe wird in der Biologie eine Gruppe von Lebewesen bezeichnet, die sich durch gemeinsame morphologische Merkmale und oft auch eine gemeinsame Lebensweise auszeichnet. Der Begriff Organisationsstufe wird unabhängig davon verwendet, ob die Gruppe eine natürliche Verwandtschaftsgruppe darstellt, also monophyletisch ist. 
Ein Beispiel für eine Organisationsstufe sind etwa die Flagellaten, oder die Grünalgen.
In der Vergangenheit, vor dem Einsatz von DNA-Sequenzvergleichen in der phylogenetischen Forschung, wurden Organisationsstufen auch in der Taxonomie verwendet, wenn die morphologischen, anatomischen und biochemischen Merkmale nicht zur Identifizierung natürlicher Verwandtschaftsgruppen ausreichten.
Bei Algen werden folgende Organisationsstufen unterschieden:
- Amöboide Stufe: einzellige nackte Algen mit Pseudopodien.
- Monadale Stufe: einzellige, begeißelte Algen, können nach Zellteilung in Kolonien zusammenhängen
- Kapsale oder tetrasporale Stufe: vegetative Zellen sind unbeweglich, besitzen oft Reste von Geißeln; nach Teilung bleiben die Tochterzellen in gemeinsamer Gallerthülle eingebettet. Die Zellwand ist dünn oder fehlt. Begeißelte Stadien sind auf die Keimzellen beschränkt.
- Kokkale Stufe: Vegetative Zellen sind unbegeißelt und von einer Zellwand umgeben. Es sind Einzeller, Coenobien oder Zellaggregate.
- Trichale Stufe: Die Algen bilden verzweigte oder unverzweigte Fäden aus einkernigen Zellen. Das Wachstum erfolgt interkalar oder durch Scheitelzellen.
- Siphonocladale Stufe: wie trichal, nur enthalten die Zellen mehrere Zellkerne, sind also polyenergid.
- Siphonale Stufe: Der gesamte Thallus besteht aus einer einzigen, vielkernigen, makroskopisch sichtbaren Zelle.
- Filz- oder Flechtthallus: Die einzelnen Fäden sind verfilzt oder ineinander verflochten, häufig auch miteinander verklebt.
- Gewebethallus: Die sich in mehr als einer Ebene teilenden Zellen bleiben in einem echten Gewebe miteinander verbunden.